# ویلک الکترونیک
ویلک الکترونیک (انگلیسی: Wilk Elektronik) شرکت سخت‌افزار لهستانی است، که در سال ۱۹۹۱ تأسیس شد.